# كوتا سوزوكي
كوتا سوزوكي (باليابانية: 鈴木 厚太) (مواليد 2 مايو 1997) هو لاعب كرة قدم ياباني.

## وصلات خارجية
- كوتا سوزوكي على موقع رابطة كرة القدم اليابانية للمحترفين (اليابانية)
- كوتا سوزوكي على موقع Soccerway.com (الإنجليزية)